# FIVB World League 2015
De FIVB World League 2015 is een toekomstige internationale volleybalcompetitie voor mannen. De competitie wordt in de periode mei-juli 2015 gespeeld met 28 deelnemende landen.

## Deelnemende landen
| Competitie                                                      | Datum        | Locatie | Aantal plaatsen | Gekwalificeerd                                                       |
| --------------------------------------------------------------- | ------------ | ------- | --------------- | -------------------------------------------------------------------- |
| Automatisch gekwalificeerd op basis van de FIVB Wereldranglijst | 14 juli 2014 | -       | 8               | Brazilië Verenigde Staten Iran Australië Italië Rusland Polen Servië |
| gekwalificeerd Noord-Amerika & Zuid-Amerika                     | -            | -       | 5               | Argentinië Canada Cuba Mexico Puerto Rico                            |
| gekwalificeerd namens Azië                                      | -            | -       | nnb             | Zuid-Korea nnb                                                       |
| gekwalificeerd namens Europa                                    | -            | -       | nnb             | Bulgarije Montenegro                                                 |
| gekwalificeerd namens Afrika                                    | -            | -       | nnb             | nnb                                                                  |

## Groepsindeling
De groepsindeling werd bekendgemaakt op 14 juli 2014
| Divisie 1                                         | Divisie 1                                            | Divisie 2 | Divisie 2 | Divisie 2 | Divisie 3 | Divisie 3 |
| Groep A                                           | Groep B                                              | Groep C   | Groep D   | Groep E   | Groep F   | Groep G   |
| ------------------------------------------------- | ---------------------------------------------------- | --------- | --------- | --------- | --------- | --------- |
| Brazilië (1) Italië (3) Servië (6) Australië (12) | Rusland (2) Verenigde Staten (4) Polen (5) Iran (11) | nnb nnb   | nnb nnb   | nnb nnb   | nnb nnb   | nnb nnb   |

- Positie op de FIVB wereldranglijst staat tussen haakjes

## Intercontinentale ronde
Het gastland voor de final four,De top 2 teams van Groep A en B en de winnaar van Divisie 2 plaatsen zich voor de eindronde
Puntenverdeling
- bij winst met 3-0 of 3-1 :3 punten voor de winnaar ; 0 punten voor de verliezer
- bij winst met 3-2 : 2 punten voor de winnaar ; 1 punt voor de verliezer

### Groep A
|      |           |     | Wedstrijden | Wedstrijden | Sets | Sets | Sets |
| Rank | Team      | Pts | W           | L           | W    | L    |      |
| ---- | --------- | --- | ----------- | ----------- | ---- | ---- | ---- |
| 1    | Brazilië  | 0   | 0           | 0           | 0    | 0    |      |
| 2    | Italië    | 0   | 0           | 0           | 0    | 0    |      |
| 3    | Servië    | 0   | 0           | 0           | 0    | 0    |      |
| 4    | Australië | 0   | 0           | 0           | 0    | 0    |      |

### Groep B
|      |                  |     | Wedstrijden | Wedstrijden | Sets | Sets | Sets |
| Rank | Team             | Pts | W           | L           | W    | L    |      |
| ---- | ---------------- | --- | ----------- | ----------- | ---- | ---- | ---- |
| 1    | Rusland          | 0   | 0           | 0           | 0    | 0    |      |
| 2    | Verenigde Staten | 0   | 0           | 0           | 0    | 0    |      |
| 3    | Polen            | 0   | 0           | 0           | 0    | 0    |      |
| 4    | Iran             | 0   | 0           | 0           | 0    | 0    |      |

## Divisie 2

### Kalender
| Fase         | Datum             |
| ------------ | ----------------- |
| Speelronde 1 | 5 - 7 juni 2015   |
| Speelronde 2 | 12 - 14 juni 2015 |
| Speelronde 3 | 19 - 21 juni 2015 |
| Speelronde 4 | 26 - 28 juni 2015 |
| Speelronde 5 | 3 - 5 juli 2015   |
| Speelronde 6 | 10 - 12 juli 2015 |
| Final4       | 17 - 17 juli 2015 |

## Divisie 3

### Kalender
| Fase         | Datum             |
| ------------ | ----------------- |
| Speelronde 1 | 19 - 21 juni 2015 |
| Speelronde 2 | 26 - 28 juni 2015 |
| Final4       | 3 - 5 juli 2015   |

## Eindronde
- Locatie: nnb

### Groep A
|      |      |     | Wedstrijden | Wedstrijden | Sets | Sets | Sets |
| Rank | Team | Pts | W           | L           | W    | L    |      |
| ---- | ---- | --- | ----------- | ----------- | ---- | ---- | ---- |
| 1    | A1   | 0   | 0           | 0           | 0    | 0    |      |
| 2    | A2   | 0   | 0           | 0           | 0    | 0    |      |
| 3    | A3   | 0   | 0           | 0           | 0    | 0    |      |

| Datum  |  | Score |  | Set 1 | Set 2 | Set 3 | Set 4 | Set 5 | Totaal |
| ------ |  | ----- |  | ----- | ----- | ----- | ----- | ----- | ------ |
| 22 jul |  |       |  |       |       |       |       |       |        |
| 23 jul |  |       |  |       |       |       |       |       |        |
| 24 jul |  |       |  |       |       |       |       |       |        |

### Groep B
|      |      |     | Wedstrijden | Wedstrijden | Sets | Sets | Sets |
| Rank | Team | Pts | W           | L           | W    | L    |      |
| ---- | ---- | --- | ----------- | ----------- | ---- | ---- | ---- |
| 1    | B1   | 0   | 0           | 0           | 0    | 0    |      |
| 2    | B2   | 0   | 0           | 0           | 0    | 0    |      |
| 3    | B3   | 0   | 0           | 0           | 0    | 0    |      |

| Datum  |  | Score |  | Set 1 | Set 2 | Set 3 | Set 4 | Set 5 | Totaal |
| ------ |  | ----- |  | ----- | ----- | ----- | ----- | ----- | ------ |
| 22 jul |  |       |  |       |       |       |       |       |        |
| 23 jul |  |       |  |       |       |       |       |       |        |
| 24 jul |  |       |  |       |       |       |       |       |        |

### Laatste 4

#### Halve finales
| Datum  |  | Score |  | Set 1 | Set 2 | Set 3 | Set 4 | Set 5 | Totaal |
| ------ |  | ----- |  | ----- | ----- | ----- | ----- | ----- | ------ |
| 25 jul |  |       |  |       |       |       |       |       |        |
| 25 jul |  |       |  |       |       |       |       |       |        |

#### Wedstrijd voor 3e plaats
| Datum  |  | Score |  | Set 1 | Set 2 | Set 3 | Set 4 | Set 5 | Totaal |
| ------ |  | ----- |  | ----- | ----- | ----- | ----- | ----- | ------ |
| 26 jul |  |       |  |       |       |       |       |       |        |

#### Finale
| Datum  |  | Score |  | Set 1 | Set 2 | Set 3 | Set 4 | Set 5 | Totaal |
| ------ |  | ----- |  | ----- | ----- | ----- | ----- | ----- | ------ |
| 26 jul |  |       |  |       |       |       |       |       |        |